# Јован М. Јовановић Пижон
Јован Јовановић – Пижон (Београд, 3. септембар 1869 — Охрид, 20. јун 1939) био је српски дипломата, политичар и писац. Уочи избијања Јулског ултиматума је био амбасадор Србије у Аустроугарској.

## Биографија
У Београду је завршио основну школу и гимназију, као и права на Великој школи 1891. године. Затим је наставио студије права на универзитету у Паризу, где је стекао "лисанс" (дипломирао). По повратку маја 1892. године постављен је за писара у београдском Варошком суду.
Носио се отмено, са високим оковратником и у оделу кројеном по париској моди. Због тога је добио надимак Пижон што на француском значи голуб.
Између 1899. и 1903. био је писар Посланству Краљевине Србије у Цариграду, писар Министарства финансија (1901-1903) и секретар Министарства иностраних дела. Изабран је још 1900. године за ванредног професора Велике школе. Током 1903-1904. године Јовановић је био у Софији, отправник послова, а након паузе, 1906. године дипломата у Атини, где је кратко вршио је дужност отправника послова у посланству Краљевине Србије у Грчкој. Године 1907. он се бави послом у Каиру, па преузима дужност конзула на Цетињу 1907-1909. године.
Уз Светислава Симића, био је један најзаслужнијих државних службеника за помагање и организацију српског четничког покрета у Македонији. На управи српског конзулата у Скопљу био је од јула 1909. до 1911. године. Године 1911. постаје начелник одељења Министарства иностраних дела, а 1912. године и министар овог министарства. Од 1912. до 1914. године био је посланик у Бечу, затим помоћник министра иностраних дела 1914-1915. године. Био је стално уз председника владе Пашића, са којим се повлачио из Ниша, преко Краљева, Рашке, Приштине, Призрена до Скадра. Након консолидације државног вођства у изгнанству, са острва Крфа је отишао у нову дипломатску мисију. Постао је посланик Краљевине Србије у Лондону 1915-1916. године, и Вашингтону 1919-1920. године. Пензионисан је 1920. године по свом захтеву, као дипломата у Америци, и по повратку у нову државу Краљевину СХС, улази у политички живот. Када је основана Земљорадничка странка улази у њу, и већ на првим изборима 1920. године изабран је као носилац листе у бањалучком округу за народног посланика. У том округу ће бити биран за посланика и на следећим изборима - 1923, 1925. и 1927. године. Током шестојануарске диктатуре апстинира, и један је од оснивача Удружене опозиције. У политички живот се активно вратио пред изборе 1935. године, и то на листи др Владимира Мачека. Последњи пут је изабран за посланика, такође на Мачековој опозиционој листи, 1938. године у Опленачком срезу.
Целог живота је био активни дописник српских угледних часописа и писац. У Српском књижевном гласнику писао је под псеудонимом Инострани. Сарађивао је и са часописима „Зором”, „Делом”, „Новом Европом” и више дневних листова, „Политиком” и другим. Написао је и значајно дело Јужна Србија од краја 18. века до ослобођења.
Преминуо је у Охриду јуна 1939. године; позлило му је током одржавања политичке конференције у хотелу „Српски Краљ”.
Његов „Дневник (1896-1920)“ објављен је 2015. године.